# Àtila
Àtila (llatí: Attila; 406-453) fou el rei dels huns occidentals durant la primera meitat del segle v. Va bastir l'imperi més gran del seu temps, que s'estenia de l'Europa Central fins a la mar Negra, i del Danubi a la mar Bàltica. Durant el seu regnat va ser un dels enemics més temuts per part dels imperis romans d'Occident i d'Orient: va envair els Balcans dues vegades, posant setge a Constantinoble el segon cop, va marxar a través de la Gàl·lia, fins que el van aturar en la batalla dels Camps Catalàunics, i va fer fugir l'emperador d'Occident, Valentinià III, de la seva capital de Ravenna el 452.
Tot i que el seu imperi va desintegrar-se amb la seva mort, va esdevenir una figura llegendària a la història d'Europa. És recordat com el paradigma de crueltat i brutalitat, atribuint-li el sobrenom de el flagell de Déu. Es deia que per on passava el seu cavall no hi tornava a créixer l'herba. Aquesta visió contrasta amb altres fonts que el mostren com un rei gran i noble. Té papers destacats en tres sagues nòrdiques.

## Orígens
L'origen dels huns europeus ha estat objecte de debat durant segles, però es pot afirmar que el consens general és que eren una confederació de tribus eurasiàtiques i europees. Van començar a aparèixer a Europa al segle iv, i assoliren superioritat militar respecte als seus adversaris (sovint més educats i de cultura superior) gràcies a la seva disposició pel combat, sorprenent mobilitat, i armes com l'arc dels huns.
Fou a partir del 376 que la pressió dels huns impulsats pel canvi climàtic a l'estepa eurasiàtica en direcció a Europa occidental provocà una desestabilització dels pobles bàrbars. A la fi del segle iv, els huns s'instal·laren a les planes del Danubi. Durant un temps, van coexistir sense problemes amb l'Imperi Romà, el qual ajudaren en la lluita contra els germànics.
Mundzuk, el pare d'Àtila, era germà dels reis Octar i Rues, que van regnar conjuntament sobre l'imperi hunnic a principis del segle v. Aquesta forma de diarquia va ser recurrent amb els huns, però els historiadors no estan segurs de si va ser institucionalitzada, merament consuetudinària o si es va produir ocasionalment. Sembla que Octar dirigia les tropes dels huns occidentals i el seu germà Rues les tropes orientals. A la seva mort, Rues va assumir el comandament dels huns. Aprofitant el caos deslliurat pels gots i altres pobles germànics, Rues va creuar el Danubi el 432 i va atacar els romans amb tal força que l'emperador Teodosi II va haver de pactar amb ell el lliurament de 115 kg d'or anuals per aconseguir la pau. No es disposa d'informació sobre la joventut d'Àtila. Apareix per primer cop als registres històrics quan esdevé Rei dels Huns de forma conjunta amb el seu germà Bleda. També es desconeixen les seves creences si bé es caracteritzà per demostrar poc o cap respecte envers les religions locals o el cristianisme.

## Sobirania compartida

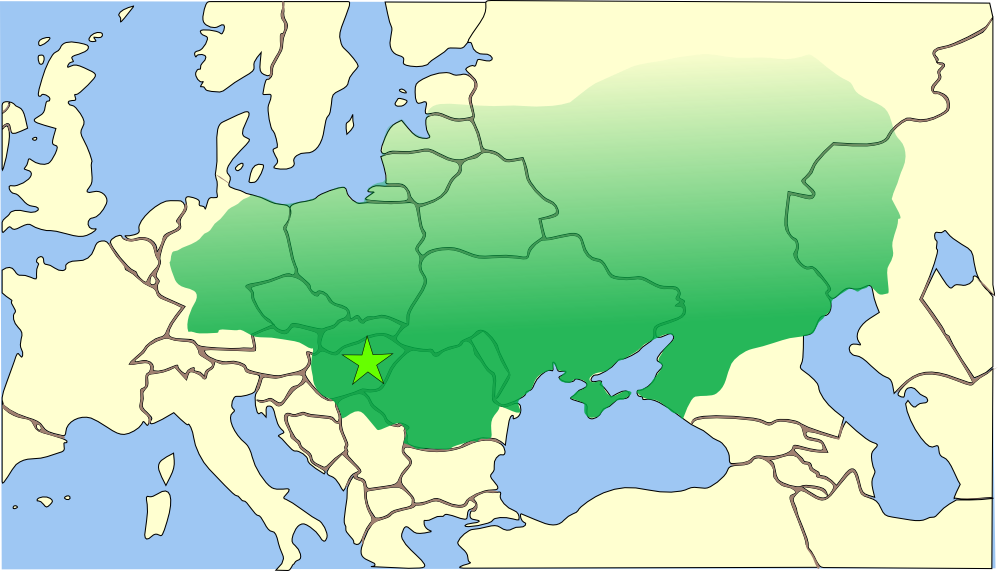
L'imperi dels huns s'estenia des de les estepes de l'Àsia central fins a l'actual Alemanya, i des del Danubi al Bàltic

Cap a l'any 432 els huns van quedar units sota el rei Rues, que va donar suport a Aeci en les intrigues de poder de l'Imperi Romà d'Occident, i va exigir el retorn dels fugitius huns que s'havien refugiat en territori de l'Imperi Romà d'Orient i s'havien posat al servei de Teodosi II el Jove o trencaria la pau. A la seva mort el 434 va deixar els seus nebots Bleda i Àtila (fills del seu germà Mundzuk) amb el poder sobre totes les tribus dels huns. i encara s'estava negociant amb els enviats de Teodosi el lliurament dels renegats. L'any següent Àtila i Bleda es van trobar amb la delegació imperial a la ciutat de Màrgum (actual Požarevac) i, tots muntats a cavall d'acord amb els costums huns, van negociar un acord favorable: els romans no tan sols van retornar les tribus fugitives, sinó que també van doblar el tribut de 350 lliures d'or romanes, van obrir les fronteres als mercaders huns i van pagar un rescat de vuit sòlids per cada presoner romà. Satisfets amb el tractat, els huns van retornar cap casa, amb l'objectiu de consolidar el seu imperi. Teodosi va aprofitar per reforçar les muralles de Constantinoble, construir el primer mur marítim i fortificar les posicions a les fronteres al curs del Danubi. Durant aquest període, els huns van estendre el seu imperi fins als Alps, el Rin i el Vístula.
Els huns es van mantenir fora de la vista dels romans durant els següents cinc anys en què van intentar envair l'Imperi Persa durant cinc anys, abans de ser derrotats quan tractaven de conquerir Armènia. També van lluitar contra els eslaus i els alemanys, ocasionant un efecte dòmino que va fer que burgundis, francs, saxons, angles i juts envaïssin l'Imperi Romà d'Occident. El 440 van reaparèixer a les fronteres de l'Imperi Romà atacant mercaders a la riba nord del Danubi que havia quedat fixada pel tractat. Àtila i Bleda van amenaçar de declarar la guerra, argumentant que els romans no havien complert la seva part del tracte i que el bisbe de Margus havia travessat el Danubi per profanar les tombes reials dels huns. Van travessar el Danubi i van arrasar els fortins i la ciutat il·líria a la riba sud, incloent-hi (segons l'historiador Priscus) Vimàncium, que era la ciutat dels mesis a Il·líria. El seu avanç va començar a Margus, on, mentre els romans discutien la possibilitat d'entregar el bisbe origen de la disputa, aquest va desertar als huns i els va ajudar a prendre la ciutat.
Teodosi havia deixat les defenses del riu desprotegides per respondre a la captura de Cartago per part del vàndal Genseric al 440 i la invasió d'Àrmènia del sassànida Yazdegerd II el 441 provocant una crisi financera immediata a l'Imperi d'Occident. La diòcesi d'Àfrica era pròspera i requeria poques tropes per mantenir-la segura, aportant grans ingressos fiscals i exportava blat per alimentar Roma i moltes altres zones. Les tropes romanes es van reunir a Sicília deixar a Àtila i Bleda un camí clar a través d'Il·líria cap als Balcans, que acusant els de trencar el tractat de Màrgum van envair l'any 441 saquejant Viminàcium, Màrgum, Sigindunum i Sírmium. Després d'una breu treva el 442 Teodosi II el Jove va retirar les seves tropes de Sicília i va ordenar una gran emissió de noves monedes per finançar les operacions contra els huns. Creia que podia derrotar els huns i va rebutjar les demandes dels reis huns, que van continuar amb els seus atacs i Àtila i Bleda van respondre reprenent la seva campanya el 443. Atacant a través del Danubi, van fer caure els centres militars de Raciària i van assetjar amb èxit la ciutat de Naïssus amb ariets i torres mòbils (avanços militars que eren nous pels huns). Van prosseguir la campanya prenent Sàrdica, Filipòpolis, i Arcadiòpolis. Van derrotar les forces romanes a les portes de Constantinoble i tan sols van aturar-se per la manca de l'equipament necessari per posar setge a la ciutat i les seves imponents muralles. Teodosi va admetre la derrota i va enviar l'oficial de la cort Anatoli per negociar les condicions de pau, que van acabar sent més dures que l'anterior tractat: l'emperador va accedir a entregar 6.000 lliures romanes d'or com a penalització per haver desobeït els termes del tractat durant la invasió, el tribut anual es va triplicar, arribant a 2.100 lliures romanes d'or, i el rescat per cada romà presoner va pujar a 12 sòlids, així que no va haver invasions bàrbares significatives a les riques zones del sud d'Anatòlia, el Llevant i Egipte, que seguirien sent pròsperes contribuïdores als ingressos fiscals.
Amb les seves demandes satisfetes, els reis huns es van retirar altre cop cap a l'interior del seu imperi. El 444, amb la mort de Bleda els huns es van unir sota Àtila, qui un cop va ser l'únic rei dels huns, va dirigir la seva gent cap a l'Imperi Romà Occidental. Els seus súbdits incloïen els huns, però també per altres grups molt més nombrosos, predominantment els pobles germànics. El seu poder es basava en part en la seva capacitat continuada per recompensar els seus seguidors preferits amb metalls preciosos, i va continuar atacant l'Imperi Romà d'Orient fins al 450, quan havia extret grans sumes de diners i moltes altres concessions.

## Monarca únic
El 447 Àtila va cavalcar de nou a través de Mèsia. A Constantinoble, la intervenció del prefecte Flavi Constantí va organitzar la reconstrucció de les muralles que s'havien ensorrat per un terratrèmol, i en alguns indrets va fer construir una segona línia de fortificació. L'exèrcit romà sota les ordres del magistrat got Arnegisclus va enfrontar-s'hi i va ser derrotat en la batalla de l'Utus, i tot i que va aconseguir d'infligir importants baixes, els huns van quedar sense oposició i en lloc d'atacar Constantinoble van destruir la ciutat de Marcianòpolis i arrasar les indefenses províncies balcàniques d'Il·líria, Tràcia, Mèsia, Escítia, i ambdues províncies de Dàcia fins a arribar a les Termòpiles, on va girar cua. Es conserva una crònica de la invasió:
La nació bàrbara dels huns, que habitava Tràcia, es va tornar tan gran que més d'un centenar de ciutats van ser capturades i Constantinoble va estar a punt de perillar i molts homes van fugir-ne. i va haver-hi tants assassinats i vessaments de sang que els morts no podien ser comptats. Ai, que prengueren esglésies i monestirs i occiren monjos i donzelles en gran nombre.
— Callinicus, a la seva Vida de Sant Hipaci

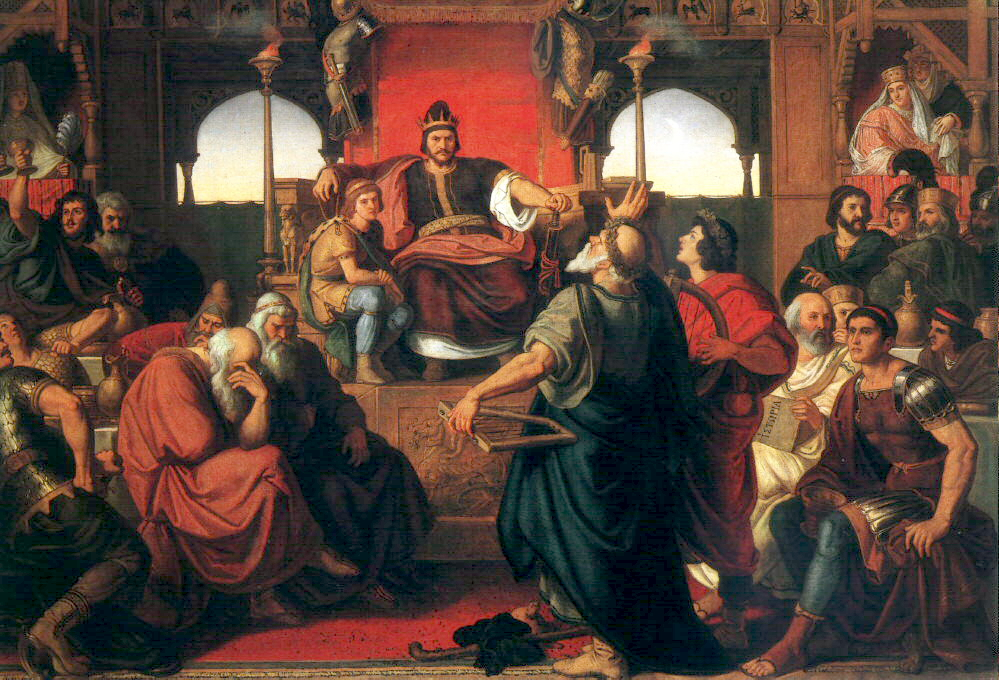
La Festa d'Àtila, Quadre de Mór Than basat en una descripció de Priscus (pintat a la dreta, vestit de blanc i sostenint la seva història):

Àtila va demanar, com a condició per a la pau, que els romans continuessin pagant el tribut en or i que evacuessin la franja de terra que s'estenia fins a tres-centes milles a l'est de Singidúnum (actual Belgrad) i fins a cent milles al sud del Danubi. Les negociacions es van allargar durant uns tres anys. L'historiador Priscus va ser enviat com a emissari a la cort d'Àtila el 448, i els fragments dels seus informes conservats per Jordanes constitueixen la millor font sobre Àtila vivint entre les seves nombroses esposes, el seu bufó escita, i el seu nan moro, mostrant-se sense vanitat ni ornamentacions enmig de l'esplendor de la seva cort:
| « | Un àpat luxós, servit en un plat de plata, s'havia preparat per nosaltres i els convidats bàrbars, però Àtila tan sols va menjar carn en una plata de fusta. En tota la resta, també, es va mostrar moderat; la seva copa era de fusta, mentre que als convidats se'ls oferia calzes d'or i plata. El seu vestit, també, era ben simple, destacant tan sols per netedat. Ni l'espasa que duia al costat, ni els llaços del seu calçat escita, ni la brida del seu cavall eren ornamentats com els de la resta d'escites, que duien or o gemmes o qualsevol cosa costosa. | » |

"El terra de l'habitació estava cobert amb catifes de llana per caminar-hi per sobre", destaca Priscus.
Durant aquests tres anys, d'acord amb la llegenda recopilada per Jordanes, Àtila va descobrir "l'Espasa de Mart":
 "L'historiador Priscus narra que es descobrí sota les següents circumstàncies: "Quan cert pastor veié un vedell del seu ramat sagnant i sense conèixer la causa de la ferida, va seguir el rastre de sang i al final arribà a una espasa que sobresortia enmig de l'herba. Excavà i se l'endugué per presentar-la a Àtila. Ell s'alegrà del present, i mostrant-se ambiciós, pensà que havia estat designat governador del món sencer, i que a través de l'Espasa de Mart la supremacia en totes les guerres li era assegurada."
— Jordanes, L'origen i fets dels gots cap. XXXV

## Expedició a l'oest

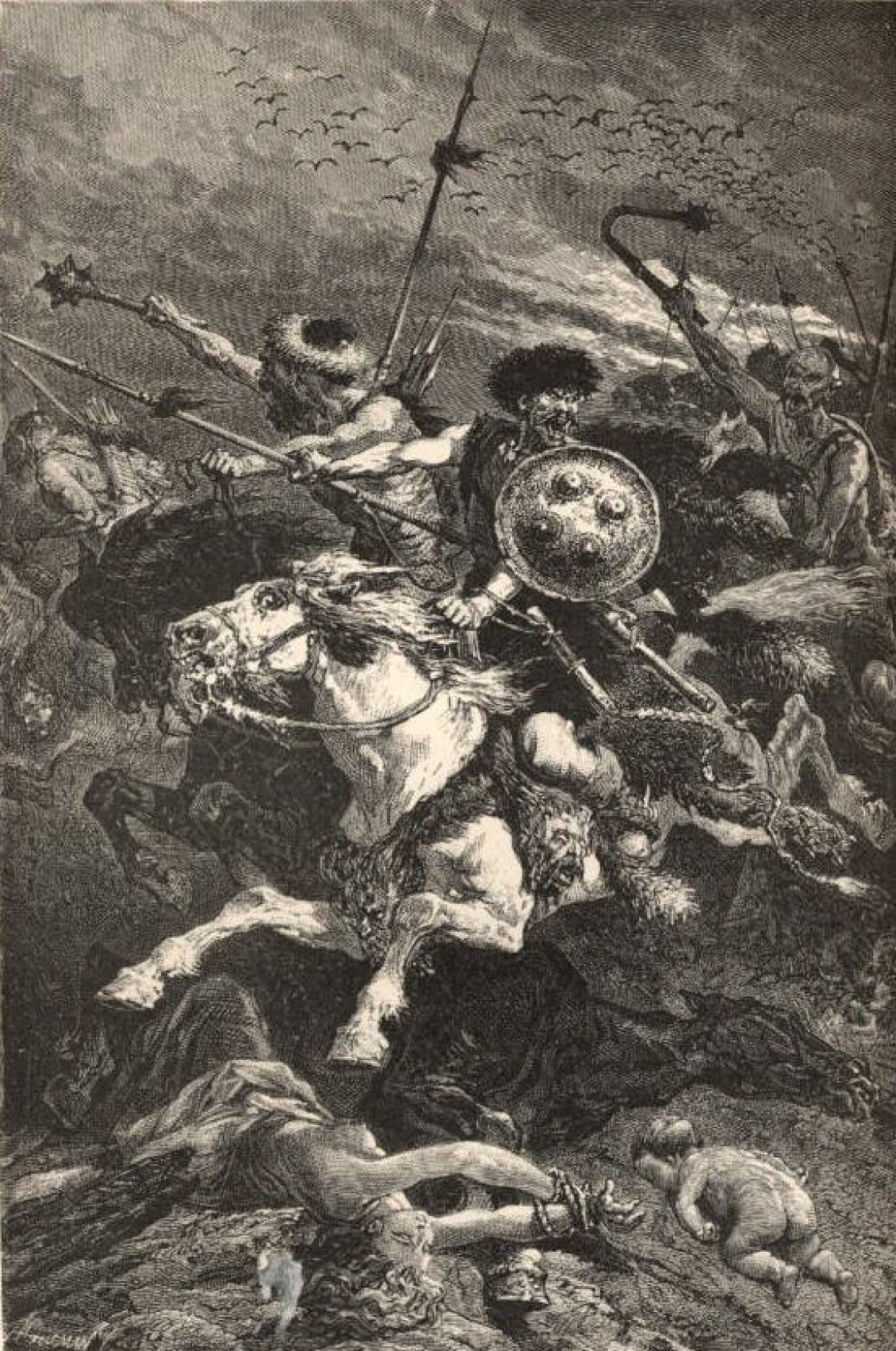
Els huns en la batalla dels Camps Catalàunics, il·lustració d'A. De Neuville (1836-1885)

L'any 450 Àtila va proclamar la seva intenció d'atacar el poderós regne de Tolosa dels visigots, mitjançant una aliança amb l'emperador Valentinià III. Fins aleshores havia mantingut bones relacions amb l'Imperi Romà d'Occident i el seu governador de facto Flavi Aeci. Aeci havia passat un breu exili entre els huns el 433 després de la batalla de Rimini contra Bonifaci d'Àfrica, i les tropes que Àtila li havia proporcionat contra els gots i burgundis l'havien ajudat a obtenir el títol honorari de magister militum a l'Occident. Els obsequis i esforços diplomàtics de Geiseric, que s'oposava als visigots i els temia, també van poder influir en els plans d'Àtila.
Però la germana de Valentinià Justa Grata Honòria, per tal d'escapar del seu prometatge forçós amb el senador Flavi Bassus Herculanus, va enviar al Rei dels Huns una crida d'auxili (i el seu anell de compromís) la primavera del 450. Tot i que és possible que Honòria no pretengués fer una proposta de matrimoni, Àtila ho interpretà com a tal. Va acceptar, demanant la meitat de l'imperi occidental com a dot. Quan Valentinià va descobrir la trama, tan sols la intercessió de la seva mare Gal·la Placídia el va convèncer d'exiliar la seva germana en lloc d'executar-la. També va enviar una carta a Àtila negant categòricament la legitimitat de la proposta de matrimoni. De tota manera, Àtila va enviar una ambaixada a Ravenna per proclamar la innocència d'Honòria, la legitimitat de la proposta, i les seves intencions de reclamar els seus drets.
Mentrestant el rei dels francs salians va morir i les disputes entre els seus dos fills van distanciar Àtila i Aeci; mentre Àtila donava suport al fill gran, Aeci era favorable al més jove. Va reunir els seus vassalls (gèpides, ostrogots, rugis, estirs, hèruls, turingis, alans i burgundis entre d'altres) i va iniciar la seva marxa cap a l'oest. El 451 va arribar a Bèlgica amb un exèrcit que Jordanes exagera fins a mig milió d'homes. J.B. Bury creu que la intenció d'Àtila en marxar cap a l'oest era la d'estendre el seu regne (que ja era el més gran del continent) a través de la Gàl·lia fins a l'oceà Atlàntic
El 7 d'abril va prendre Metz, i Aeci va mobilitzar tropes d'entre els francs, burgundis i celtes per oposar-s'hi. Una ambaixada d'Avitus, i el continu avanç d'Àtila cap a occident, van convèncer el rei visigot Teodoric I d'aliar-se amb els romans. L'exèrcit conjunt va arribar a Orleans avançant-se a Àtila, aturant el seu avanç. Aeci va perseguir els huns i els exèrcits van trobar-se als afores de Châlons-en-Champagne, on tingué lloc la batalla dels Camps Catalàunics. La batalla, que tradicionalment s'ha considerat com una victòria de l'aliança romano-goda, va acabar amb la mort de Teodoric, els huns retirant-se en desbandada, i la imatge d'invencibilitat d'Àtila desacreditada. Va ser l'última victòria en nom de l'Imperi Romà d'Occident. L'aliança amb els visigots no va trigar a dissoldre's.

## Invasió d'Itàlia i mort

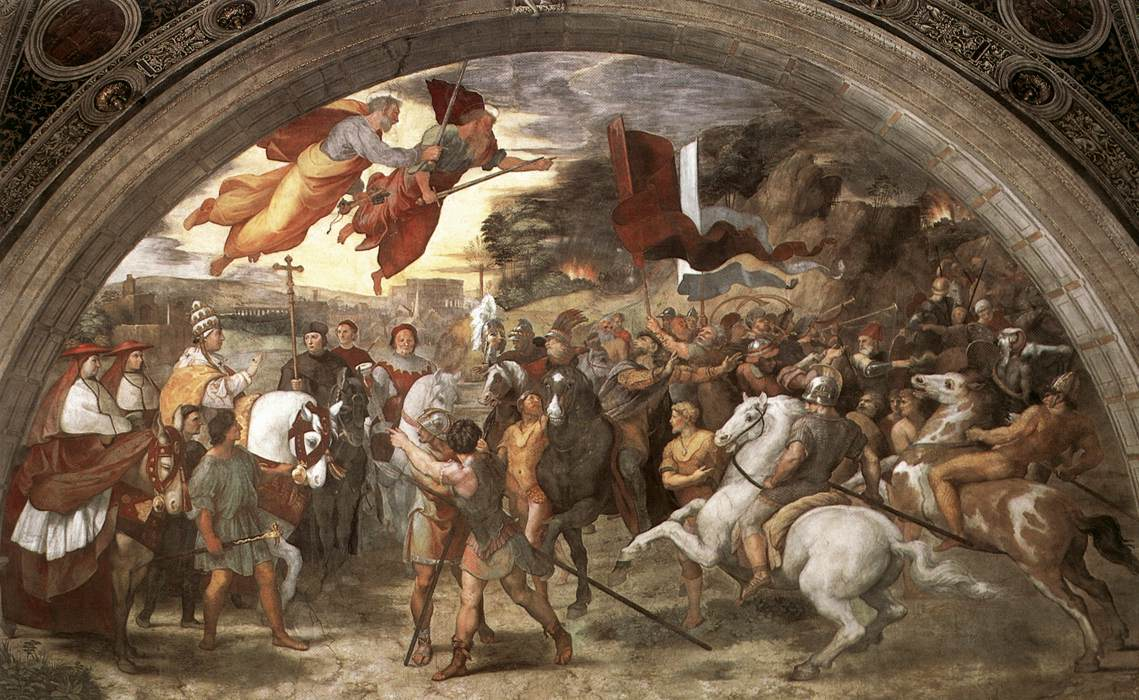
La Trobada entre Lleó el Gran i Àtila, de Rafael, mostra a Lleó I, amb Sant Pere i Sant Pau sobre d'ell, davant d'Àtila

Àtila va tornar el 452 per tornar a reclamar el seu matrimoni amb Honòria, envaint i assolant Itàlia al seu pas. Com a resultat d'aquests atacs es va fundar la ciutat de Venècia, quan els habitants de les planes del Po van refugiar-se a la llacuna veneciana. El seu exèrcit va saquejar nombroses ciutats i va arrasar completament Aquilea. Narra la llegenda que es va fer construir un castell al capdamunt del turó al nord d'Aquileia per poder contemplar la ciutat mentre cremava, fundant així la ciutat d'Udine, on encara s'hi pot trobar el castell. Valentinià va fugir de Ravenna a Roma, i Aeci no disposava de prou forces per presentar batalla. Tanmateix, va aconseguir de dificultar i alentir l'avanç d'Àtila. Finalment el Rei dels Huns es va aturar al Po, on va rebre una ambaixada on hi anaven el prefecte Trigeci, el cònsol Aviè, i el Papa Lleó I. Després de la trobada, Àtila va girar cua i es va endur el seu exèrcit d'Itàlia, sense haver aconseguit ni la mà d'Honòria ni els territoris desitjats.
S'han plantejat diverses hipòtesis per la retirada d'Àtila. Les plagues i la fam que coincidiren amb la seva invasió havien pogut fer debilitar el seu exèrcit. També és possible que les tropes que el nou emperador romà d'Orient Marcià (qui era el successor de Teodosi) havia enviat a través del Danubi li haguessin fet replantejar-se la conquesta. Priscus proposa que Àtila temia la fi d'Alaric, que havia mort poc després de saquejar Roma el 410, de forma supersticiosa. Pròsper d'Aquitània escrigué un relat immortalitzat pel quadre de Rafael en el qual el Papa, ajudat per Sant Pere i Sant Pau, el convencia d'oblidar-se de la ciutat.

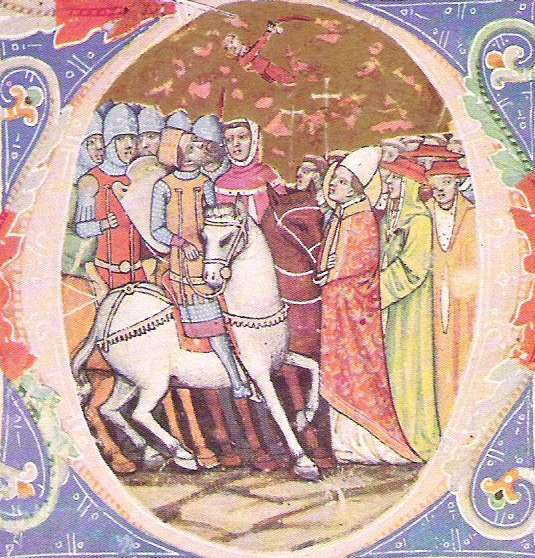
Il·lustració de la trobada del Chronicon Pictum, aprox. 1360.

Fossin quins fossin els motius, Àtila va marxar d'Itàlia i va tornar al seu palau a l'altra banda del Danubi. Des d'allí, va planificar un nou atac a Constantinoble per reclamar el tribut que Marcià ja no pagava (Marcià havia deixat de pagar el tribut a finals del 450, quan Àtila estava ocupat a l'Oest). Però Àtila va morir durant els primers mesos del 453. El relat de Priscus explica que la nit després de la festa en què se celebrava el casament d'Àtila amb la bella i jove Íldico (si no està corromput, el nom suggereix un origen got) va patir una severa hemorràgia nasal que el va dessagnar. Una versió alternativa suggereix que morí arran d'una hemorràgia interna arran d'una borratxera.
Una altra història sobre la seva mort, escrita 80 anys després dels esdeveniments pel cronista romà Comte Marcelinus, diu que «Àtila, Rei dels Huns i saquejador de les províncies d'Europa, va ser apunyalat per la mà de la seva esposa». La Saga volsunga i la Poètica Edda també diuen que el rei Atli (Àtila) va morir a mans de la seva esposa Gudrun. La majoria dels estudiosos consideren aquests relats simples faules romàntiques preferint la versió contemporània de Priscus. De tota manera, la narració «oficial» de Priscus ha estat objecte de noves investigacions per part de Michael A. Babcock que basant-se en una detallada anàlisi filològica conclou que la mort natural suggerida per Priscus encobreix que darrere la mort d'Àtila hi havia la influència política de l'emperador Marcià de l'Imperi Romà d'Orient.
Els soldats d'Àtila, en assabentar-se de la seva mort, van tallar-se els cabells i es punxaven amb les seves pròpies espases perquè, diu Jordanes, «el més gran dels guerrers no havia de ser plorat amb lamentacions femenines ni llàgrimes, sinó amb la sang dels seus homes». Els seus genets van galopar en cercles al voltant de la tenda de seda on hi havia el cos d'Àtila, cantant lamentacions. Diu la llegenda que se’l va enterrar en un taüt amb tres capes fetes d'or, plata i ferro, acompanyat de botins de les seves conquestes. Els seus homes van desviar el curs del Tisza perquè el taüt quedés enterrat sota el curs del riu, i tots els que en coneixien la ubicació exacta van ser executats per conservar-ne el secret.
Els seus fills Ellak (l'hereu designat), Dengizich, i Ernakh van lluitar per l'herència, especialment pel repartiment dels reis vassalls que correspondrien a cada germà. Enfrontats i dividits, van ser derrotats en la batalla de Nedao pels ostrogots i gèpids liderats per Ardaric, a qui havien ferit l'orgull tractant-lo a ell i a la seva gent com a ramats per repartir.
Coneixem noms i fets de nombrosos fills i familiars d'Àtila, però aviat les fonts genealògiques s'esgoten i no sembla existir manera de seguir la línia de descendents d'Àtila. Això no ha impedit a molts genealogistes d'intentar de reconstruir-les fent Àtila avantpassat de diversos governants medievals. Un dels parentius més creïbles és el dels tsars de Bulgària. Una altra idea estesa, tot i que sense confirmar, el considera l'avantpassat de Carlemany.

## Aparença, personalitat i nom
No ha sobreviscut cap font primària que descrigui l'aspecte d'Àtila. Es conserva un text del polèmic historiador Jordanes on afirma que Priscus va descriure Àtila com a "curt d'estatura, amb espatlla ampla i cap gros; els seus ulls eren petits, la seva barba prima i espolsada de gris, i tenia el nas xato i la pell colrada.
Àtila és conegut a la història i tradició occidentals com el sinistre «flagell de Déu» i el seu nom ha esdevingut sinònim de crueltat i barbarisme. Aquests aspectes poden haver contribuït a crear confusió entre ell i d'altres senyors guerrers de les estepes com Genguis Kan o Tamerlà. Tots són tinguts per cruels, astuts, sanguinaris i amants del saqueig i la batalla. En realitat la seva personalitat probablement fou més complexa. Els huns del temps d'Àtila feia temps que rebien influences de la civilització romana, principalment a través dels foederti de la frontera, de manera que durant l'ambaixada de Teodosi el 448 Priscus ja podia identificar dos llengües entre els huns: el gòtic i l'húnic, a part del grec i llatí que coneixien alguns. Priscus també explica la seva trobada amb un presoner romà d'Orient que ja havia assimilat completament la forma de vida dels huns i que no tenia cap desig de tornar al seu país d'origen, i les descripcions de l'historiador romà d'Orient de la humilitat i simplicitat d'Àtila no amaguen la seva admiració.
L'origen del nom d'Àtila no es coneix amb certesa. Els lingüistes historiadors creuen que el nom és gòtic (o gèpid), provenint del mot ‘’’atta’’’ ("pare") i el sufix diminutiu ‘’’–ila’’’, la qual cosa implica que els historiadors romans i grecs haurien confós un tractament de cortesia (mon-paret) amb el nom. Els russos a l'Stalin li deien Батюшка Сталин ("mon-paret Stalin") i abans, havien donat aquest mateix tractament honorífic al tsar. Un altre exemple: a Turquia, Mustafà Kemal és gairebé més conegut pel seu tractament honorífic Atatürk ("pare dels turcs") que no pas pel seu nom originari. Àtila no era un nom estrany a l'Europa Central, i els textos històrics mostren abundants exemples de persones anteriors amb el mateix nom. El nom del seu germà Bleda també sembla tenir orígens gòtics (seria un hipocoreuma d'un nom gòtic bimembre anàleg als alt-alemanys antics -citats en llur forma documental, per bé que llatinitzada- Bladardus, Blatgildus o Blatgisus).
El nom d'Àtila té nombroses variants: Atili i Atli ~ Atle en norrè, Ætla en anglès antic -adaptat a l'anglès modern com a Attle i Atlee o Attlee-, Etele i Attila en hongarès, Ėzzel en alt-alemany mitjà i Etzel en alt alemany modern

## Representacions a la ficció
Àtila ha estat presentat de diverses maneres, a vegades com un monarca noble i d'altres com un bàrbar cruel.
- A l'èpica germànica, l'Ėtzel del Cançó dels Nibelungs apareix com un aliat noble i generós, mentre que l'Atli de la Història dels Descendents de Vǫlsungr i l'Edda poètica és un personatge cruel.
- A l'obra del Dant coneguda com La Divina Comèdia, Àtila està empresonat al setè cercle de l'Infern, submergit en un riu de sang bullent, i en diuen "el flagell de la Terra". El Dant també l'acusa de la destrucció de Florència, tot i que això és un error de l'autor que el confon amb un guerrer Ostrogot Tòtila.
- És el protagonista de l'òpera Attila de Giuseppe Verdi, on tot i que mostra alguns trets positius, és assassinat pels italians que havia subjugat.